# Børge Diderichsen
Børge Diderichsen (13. november 1906 i København – 23. maj 1989) var en dansk teolog og politiker, bror til Paul Diderichsen.
Han var søn af dommer Kristian Diderichsen og hustru Agnes f. Krag, blev student fra Herlufsholm 1924, cand.theol. 1931, var på studieophold i Berlin 1931–32, i Marburg 1932 og 1937–38 og på flere kortere studieophold i Uppsala. Han var manuduktør og timelærer ved Det Kongelige Døvstummeinstitut 1934, kaldskapellan i Assens 1934–38, men var fra 1939 knyttet til Teologisk Laboratorium ved Københavns Universitet som manuduktør og senere undervisningsassistent, lektor og professor. Han var lærer ved Blågård Seminarium 1947, lektor i dansk sprog og litteratur ved Kiels Universitet 1950–55, bibliotekar ved Det Kongelige Bibliotek og Universitetsbiblioteket 1955–62 og seminarielektor 1961–65.
Diderichsen blev dr.theol. i 1962 fra Københavns Universitet og var fra 1965 til 1976 professor i Det Ny Testamente samme sted. Teologisk var han præget af eksistensteologien. Fra 1971 til 1982 var han leder af Kirkeministeriets særuddannelse af præster.
Efter at have været medlem af Venstre siden 1930'erne blev han i 1964 medlem af Folketinget for partiet. Sammen med partifællen Niels Westerby hoppede han imidlertid til Liberalt Centrum allerede i 1965 efter at have befundet sig i opposition til partiets politiske linje og samarbejdet med Det Konservative Folkeparti. Begge var aktive i fraktionen Liberal Debat og tilhængere af Thorkil Kristensen. 
Han var Ridder af Dannebrog, formand for Danmarks Kristelige Studenterforbund 1928–29, næstformand for Teologisk Forening 1945–50, medlem af bestyrelsen for Blågård Seminarium fra 1967, næstformand 1969, af bestyrelsen i Forbundet af lærere ved de højere læreanstalter 1969, medstifter af Dansk-Tysk Selskab og medlem af bestyrelsen 1969, formand 1972, medlem af Pastoralseminariets direktion 1970, næstformand samme år og medlem af flere andre råd, kommissioner og foreninger.